# Olav Akselsen
Olav Akselsen (født 28. august 1965 i Stord, Hordaland, død 17. august 2021) var en norsk politiker (Ap). Han blev valgt til Stortinget fra Hordaland i 1989. Som olieminister var han ansvarlig for børsnoteringen af det tidligere statsejede selskab Statoil i 2001.
Akselsen havde mellemfag geografi fra 1988 og to års erhvervserfaring som tømrer ved Sunnhordland Bygg 1986-1987.
Akselsen stillede ikke til genvalg til Stortinget i 2009.